# 스카썩스
스카썩스(SKASUCKS)는 2006년 대한민국의 서울특별시에서 결성된 록 밴드다. 유진석(보컬, 색소폰), 이동혁(베이스), 장부일(기타), 류명훈(드럼), 김고양(오르간)으로 구성되어있다.

## 개요
2006년 보컬 유진석을 중심으로 결성되어 같은해 첫 EP 앨범을 발매하였다.
2009년 멤버 보강을 하여 더욱 탄탄해진 사운드로 도프 뮤직의 자회사인 I WANNA RIOT을 통해 2번째 EP앨범 《New Generaion of Ska》를 발표하였다.
또한 《New Generation of Ska》의 수록곡인 〈침몰의함대〉와 〈SKAHOLIC〉 두 곡이 2009년 아시안 뮤직 어워드 AVIMA의 Best Instumental 부문과 Best Genre Bending-Mindboggling-Out Of This World Track! 두 부문에 노미네이트되어 관심을 불러일으켰다.
자체적으로 New Generaion of Ska라는 기획공연을 하고 있으며, 한국의 모든 스카밴드들이 모여 현재 6회까지 개최되었다.
특히 2009년 5월 2일 열린 New Generaion of Ska Vol.6에는 KM 티비에서 방영중인 《타임투락》의 촬영을 했으며 성공리에 방영을 마쳤다.
2010년 7월 7일 첫 정규앨범 SKASUCKS(self-titled)를 발매하였다.

## 구성원
- 유진석 - 보컬, 색소폰
- 이동혁 - 베이스
- 장부일 - 기타
- 류명훈 - 드럼
- 김고양 - 오르간

### 이전
- 홍성민 - 기타
- 최혜인 - 베이스
- 최무성 - 베이스
- 황재연 - 기타
- 김호영 - 드럼
- 홍기선 - 기타
- Wolly - 기타
- 나범주 - 오르간
- 구자경 - 드럼
- 김영민 - 드럼
- 홍승우 - 기타

## 음반 목록

### 정규앨범
- 《SKASUCKS(self-titled)》 (2010년)
- 《Out of Control》 (2014년)

### EP
- 《SKASUCKS》 (2006년)
- 《New Generation of Ska》 (2009년)

### 기타
- 《Ska Punk Sound Track》 (2009년)
- 《Ska Punk Sound Track Vol'2》 (2010년)
- 《'THEM AND US' Korea's punks at club SPOT》(2011년)